# 図琿線
図琿線（とこんせん、中国語:图珲铁路）は中華人民共和国吉林省延辺朝鮮族自治州図們市と同琿春市を結ぶ全長80.796 kmの鉄道路線であり、吉林省東北亜鉄路集団公司（1993年成立）が運営している。中国からロシアのハサン地区に向かう路線でもある。図琿長口岸鉄道（中国語:图珲长口岸铁路）とも呼ばれる。

## 概要
1987年に建設が開始され1996年に開業。途中に慶栄駅、涼水駅、琿春西駅、琿春南駅の4駅が設置され、そのうち慶栄駅と涼水駅は交換可能駅である。他に密江駅と荒山駅が建設中である。更に琿春南駅から南東に進むと長嶺子交接所がある。中国の標準軌とロシアの広軌の台車交換、そして貨物の荷下ろしは琿春南駅で行われる。琿春南駅からロシア領内のマハリノ(Махалино)駅の間の44kmの区間は三線軌条である。長嶺子交接所から先はバラノフスキー・ハサン鉄道の支線になる。
ロシア領内に入ると20.3kmでカムィショヴァヤ(Камышовая)駅、再び12km進むとバラノフスキー・ハサン鉄道の本線のマハリノ駅である。マハリノから港のあるザルビノまでは40.2km、交通の要所であるシベリア鉄道のバラノフスキー駅までは196kmである。

## 駅一覧
- 括弧内はバラノフスキー・ハサン鉄道の支線、ロシア領
  - 図們 - 慶栄 - 涼水 - 密江 - 荒山 - 琿春西 - 琿春南 - 長嶺子交接所 ( - カムィショヴァヤ - マハリノ)